# Itarana (kommun)
Itarana är en kommun i Brasilien.   Den ligger i delstaten Espírito Santo, i den sydöstra delen av landet, 900 km sydost om huvudstaden Brasília. Antalet invånare är 10 881.
Följande samhällen finns i Itarana:
- Itarana

Omgivningarna runt Itarana är huvudsakligen savann. Runt Itarana är det ganska glesbefolkat, med 35 invånare per kvadratkilometer.